# Gouvernement national réorganisé de la république de Chine
Pour les articles homonymes, voir Chine (homonymie), République de Chine (1912-1949), République de Chine (Taïwan) et Gouvernement nationaliste.
1940–1945
Entités précédentes :
- République de Chine

Entités suivantes :
- République de Chine

Le Gouvernement national réorganisé de la république de Chine, est un régime politique qui exista de 1940 à 1945, durant la guerre sino-japonaise ; dirigé par Wang Jingwei, il pratiquait la collaboration avec l'occupant japonais, et se posait en rival de celui de la « république de Chine » créé par Sun Yat-sen en 1912, lequel regroupait en son sein les partis opposés à l'occupation nippone (le Parti communiste chinois et le parti nationaliste du Kuomintang, notamment). L'État chinois proprement dit était toujours désigné par le régime collaborateur de son nom officiel de république de Chine (中華民國, Zhōnghuá Mínguó).
Ce gouvernement avait son siège à Nankin, ce qui lui valut d'être désigné de manière informelle sous les termes de « régime de Nankin », « gouvernement de Nankin », « gouvernement nationaliste de Nankin » ou « république de Chine-Nankin ». Le régime fut également appelé « nouvelle république de Chine » ou, tout simplement, « gouvernement de Wang Jingwei ».

## Création
Au fur et à mesure de leur invasion du pays, les Japonais avaient créé plusieurs gouvernements collaborateurs chinois chargés d'administrer les territoires conquis, notamment les gouvernements de Pékin (le Gouvernement provisoire de la république de Chine) et de Nankin (le Gouvernement réformé de la république de Chine).
Wang Jingwei était un ancien premier ministre de la République et un ancien chef du Kuomintang, évincé par son rival Tchang Kaï-Chek. Son ralliement permettait aux Japonais de bénéficier du concours d'une figure politique connue. La nouvelle République fut donc créée en fusionnant les différents gouvernements - à l'exception du Mandchoukouo, reconnu comme un État indépendant - pour constituer une autorité centrale chinoise donnant à l'occupation japonaise une apparence de légitimité. Il est unanimement qualifié de « fantoche » (kuilei ou wei).
Selon l'universitaire David Serfass, le choix de la collaboration effectué par Wang Jingwei et une poignée de dirigeants nationalistes s'explique par « l’habitude du recours à la voie diplomatique prise dans les années 1930, un anticommunisme profond, le souci de protéger le peuple des exactions japonaises et de poursuivre la reconstruction du pays forment autant de facteurs qui peuvent expliquer ce choix », mais aussi par des « facteurs plus personnels que mettent en avant les historiens chinois : soif de revanche de Wang qui n’aurait jamais accepté la domination de Jiang Jieshi et ambition de seconds couteaux tels que Zhou Fohai ».

Drapeau national utilisé par le gouvernement de Wang Jingwei, usurpant le nom et l'étendard de la république de Chine du Kuomintang. Le fanion, arborant la devise Paix, anticommunisme, construction nationale, fut supprimé en 1943 : deux gouvernements rivaux utilisèrent donc, jusqu'en 1945, le même nom et le même drapeau.

Le régime de Wang Jingwei se présentait comme le gouvernement légitime de la Chine, son but étant de disputer à la république de Chine la souveraineté sur l'ensemble du territoire. En qualité d'ancien dirigeant du Kuomintang et de disciple de Sun Yat-sen, Wang Jingwei utilisa pour son gouvernement le drapeau et l'emblème du parti nationaliste, son régime utilisant également la même dénomination que le camp adverse de Tchang Kaï-Chek.
Le régime fut créé en mars 1940, et Liang Hongzhi, dirigeant du Gouvernement réformé de la république de Chine (précédent gouvernement collaborateur de Nankin), laissa la présidence à Wang Jingwei. La vice-présidence était assumée par Zhou Fohai, qui cumulait les charges de ministre des finances, ministre des affaires étrangères, et maire de Shanghai. Wang Kemin, ancien chef du Gouvernement provisoire de la république de Chine (gouvernement collaborateur de Pékin), était chargé des affaires intérieures. Le gouvernement de Nankin avait théoriquement l'autorité sur l'ensemble de la Chine, y compris sur le Gouvernement autonome uni du Mengjiang, entité collaborationniste soutenue en Mongolie-Intérieure par les Japonais, qui demeura cependant relativement indépendante dans les faits. L'administration mise en place dans la région de Pékin conservait également son autonomie de fait. Dans la réalité, le régime, privé d'autonomie réelle par une pesante tutelle japonaise, ne contrôlait réellement que les régions du Jiangsu, de l'Anhui et du Nord du Zhejiang.

Drapeau des forces armées, utilisé de 1942 à 1945.

Pavillon naval

En juillet 1941, en vertu de son alliance avec le Japon, l'Allemagne nazie reconnut le régime de Wang Jingwei comme le seul gouvernement légitime de la Chine et interrompit ses rapports avec le gouvernement du Kuomintang.
En juillet 1943, en gage de ses bonnes relations avec le gouvernement collaborateur chinois, le Japon effectua la rétrocession à la Chine des concessions internationales de Shanghai.

## Participation à la guerre
Les troupes combattant sous la bannière du gouvernement collaborateur chinois étaient équipées de chars et d'avions japonais. Les bateaux dont disposait la marine militaire du régime étaient souvent des vaisseaux américains ou chinois capturés par les Japonais. L'armée des collaborateurs chinois, qui se composait entre autres des troupes gouvernementales renégates ou d'armées de seigneurs de la guerre chinois et de mercenaires ralliés aux Japonais, compta jusqu'à 345 000 hommes en 1943, selon une estimation des Britanniques. Les troupes de collaborateurs furent notamment employées par les Japonais contre la guérilla des communistes de la Nouvelle Quatrième armée.
Le gouvernement déclara la guerre aux Alliés le 9 janvier 1943. En novembre 1943, Wang Jingwei représenta la Chine à la Conférence de la grande Asie orientale à Tokyo. À la mort de Wang Jingwei, à la fin de l'année 1944, le gouvernement fut dirigé par Chen Gongbo.

## Dissolution
Le régime cessa d'exister en août 1945, lorsque les troupes japonaises furent mises en déroute par la contre-offensive générale alliée en Chine. Lors de la capitulation japonaise, l'essentiel des forces armées du régime collaborateur annonça aussitôt son ralliement au Kuomintang.
Chen Gongbo fut exécuté pour trahison en 1946, de même que Liang Hongzhi. Wang Kemin se suicida en 1945. Zhou Fohai mourut en prison en 1948.
Les principaux dirigeants sont encore aujourd’hui considérés en Chine comme appartenant à la catégorie des hanjian (traîtres à la nation).

## Voir également
- Sphère de coprospérité de la grande Asie orientale
- Gouvernements collaborateurs chinois
- État de Birmanie (1943-1945)
- Mandchoukouo
- République des Philippines (1943-1945)
- Gouvernement provisoire de l'Inde libre